# Rhyacophila mayestril
Rhyacophila mayestril är en nattsländeart som beskrevs av Malicky 1992. Rhyacophila mayestril ingår i släktet Rhyacophila och familjen rovnattsländor. Inga underarter finns listade i Catalogue of Life.